# Baptodoris
Baptodoris is een geslacht van weekdieren uit de klasse van de Gastropoda (slakken).

## Soorten
- Baptodoris cinnabarina Bergh, 1884
- Baptodoris mimetica Gosliner, 1991
- Baptodoris peruviana (d'Orbigny, 1837)
- Baptodoris phinei Valdés, 2001
- Baptodoris stomascuta (Bouchet, 1977)